# Фрајстаун (Пенсилванија)
Фрајстаун (енгл. Frystown) насељено је место без административног статуса у америчкој савезној држави Пенсилванија.

## Демографија
По попису из 2010. године број становника је 380.
| Група             | 2000.    | 2010.       |
| Белци             | 0 (0,0%) | 343 (90,3%) |
| Афроамериканци    | 0 (0,0%) | 3 (0,8%)    |
| Азијати           | 0 (0,0%) | 6 (1,6%)    |
| Хиспаноамериканци | 0 (0,0%) | 24 (6,3%)   |
| Укупно            | 0        | 380         |